# 松岡ななせ
松岡ななせ（まつおか ななせ、1996年9月10日 - ）は、日本の女性歌手、女優、アイドル。

## 経歴
- 小さい頃からアニメとアニソンが好きで、夢は声を使った仕事だった[5]。
- 幼少期からサッカー、空手、ピアノ、生徒会長など様々な経験を重ねる。
- 中学生の頃にアイドルの存在を知り、高校生の頃から本格的にアニメや漫画のお仕事に関わりたいと思い、『ななせ』名義で『アイカツ!』、『アイカツスターズ!』の楽曲を歌うユニット『AIKATSU☆STARS!』のメンバーとなる[6]。『アイカツ!』では黒沢凛・白樺リサの歌唱担当、『アイカツスターズ!』では、如月ツバサ・白銀リリィ・七倉小春の歌唱を担当。
- アニメとアイドルを繋げ、たくさんの人にアニソンやアイドルの良さを伝えていける存在になれるよう活動中[6]。
- デビューから2019年1月8日まで株式会社ディアステージに所属。以降はフリーとして活動している[7]。
- Webアニメ「モンソニ! ダルタニャンのアイドル宣言」にてガブリエルの歌唱担当[8]。
- 2018年2月27・28日に日本武道館で開催された「アイカツ！ミュージックフェスタ in アイカツ武道館！」をもって、『AIKATSU☆STARS!』はアイカツ!シリーズより卒業[9][10]。
- 2018年9月8日-9日幕張メッセで開催された「アイカツ!シリーズ5thフェスティバル!!」へ出演[11][12][13]。
- 2019年9月10日にゲーム・Webアニメ『ゼノンザード』のテーマソング「Da La Doubt」、エンディングテーマ「MaGiC x NuMBER」、挿入歌「WakeUp」「It's so beautiful」を歌唱[14][15]。
- ミスiD2021ファイナリスト。
- 2024年1月31日より飯能市PR大使に就任[1][2]。

## 人物

### 生い立ち・性格
- 普通の高校に入り[4]、短期大学卒業[16]。歌は学んでおらず、ボーカルトレーニングも行っていない[17]が、歌唱力に定評がある[18]。
- パティシエや保育園の先生からアニメや映画の声優に夢が変化[4]。
- よく使うTwitterのハッシュタグは「#ななせんちめいとる」、「#まつおかわいい」。
- なんでもやりたいタイプ。歌、アニメ、声優、舞台、モデル等の仕事にも興味がある[19]。

### 趣味・特技
- 特技は「舌を3つにできる」、「写真が盛れる」[5]。子供の頃は一輪車が得意だった[4]。
- アイドルグループを推している[4]。

### 家族・交友関係
- 兄が一人がいる[4]。父は大阪出身。両親はチケットを取って来場するほど、熱心に応援してくれている[19]。

- 『AIKATSU☆STARS!』の中で一番連絡を取り合うメンバーは天音みほ[20]。星咲花那とも仲が良い。
- CYNHNの綾瀬志希とは高校時代の旧友である。

## 出演

### テレビアニメ
- 闇芝居 四期『招び鶴』（2017年3月5日)

### 舞台
2016年
- 10月7日 - 10日 アリスインプロジェクト「戦国降臨ガール・インターナショナル・TOKYO」（築地本願寺ブディストホール）

2017年
- 01月18日 - 22日 ODD ENTERTAINMENT 舞台「鬼切丸伝～源平鬼絵巻～」（六行会ホール） - 願御前 役

2018年
- 07月11日 - 15日 SOLID STARプロデュースvol.14 「信長の野暮」（六行会ホール） - 力丸 役

2019年
- 11月07日 - 12日 舞台「魔術士オーフェン  牙の塔編」（六行会ホール） - パトリシア 役

- 12月27日 - 30日 演劇ユニット【爆走おとな小学生】 第十三回全校集会『勇者セイヤンの物語（真）』（あべのハルカス 近鉄アート館）

2020年
- 02月12日 - 17日 シューティング歌劇「ゴシックは魔法乙女」（新宿村LIVE） - メイン・スフレ 役

2021年
- 03月3日 - 07日 ODD ENTERTAINMENT 舞台ゲキドル the STAGE （シアターサンモール） - メイン・雛咲いずみ 役
- 07月23日 - 25日 演劇ユニット【爆走おとな小学生】 第十四回全校集会『初等教育ロイヤル(赤組)』（京都劇場）  - 木村さん 役
- 08月18日 - 22日 クリエイティブユニット【ソフトボイルド】Theater-3『ゴールデン街の片隅で』（シアターサンモール） - メイン・初音 役
- 09月25日 - 26日 ガールズ演劇ユニット【メイホリック】メイホリックシアター05 舞台『嘘つきの世界』（CBGKシブゲキ!!） - Wキャスト・リリア 役
- 10月21日 - 24日 クリエイティブユニット【ソフトボイルド】Theater-4 映画×舞台『カルテットルーム』（中目黒キンケロ・シアター） - 鈴木穂香 役
- 12月10日 - 12日 クリエイティブユニット【ソフトボイルド】Theater-5『和道ノ阿修羅』（京都劇場） - 中古神麻姑 役

2022年
- 5月25日 - 29日 ０円プロジェクト企画公演第0弾「埋葬は三日月の朝をくちずさむ」（北千住BUoY） - ニッコク 役
- 6月4日 - 5日 キミに贈る朗読会 ～無人駅で君を待っている～（MSmileBOX渋谷） - 三浦・准の母 役
- 7月22日 - 24日 ODD ENTERTAINMENT「Re:piod」PROJECT 第3弾 『ゲキドル ラスト・ブランク・ダイアリー』『Stray Sheep Paradise 聞こえぬセレナーデ』（浅草花劇場） - メイン・雛咲いずみ、アイリス・エイリアス 役
- 10月1日 サムライ・ロック・オーケストラ10周年記念作品『アリス in Muscleランド』（綾瀬市オーエンス文化会館 大ホール） - メイン・アリス 役
- 011月23、24、27日 ガールズ演劇ユニット【メイホリック】メイホリックシアター11 舞台『メイドランカー！詰り蹴落とし跪け乙女』（CBGKシブゲキ!!） - クラッスラ 役

2023年
- 05月14日、8月6日、12月17日 サムライ・ロック・オーケストラ『アリス in Muscleランド』熊本、山梨、太田公演（熊本県立劇場、YCC県民文化ホール　小ホール、太田市民会館） - メイン・アリス 役
- 06月10 - 18日 ILLUMINUS ガールズ演劇シリーズ ｢イリス・ノワール -焔罪のミサ-｣（六行会ホール）- メイン・ハーミヤ 役
- 09月20、24日 演劇ユニット【爆走おとな小学生】第十五回課外授業　朗読劇『シアター』（BOX in BOX） - Wキャスト・深上雫 役

2024年
- 02月01 - 4日 Otonapro Girls Baseball Project 旗揚げ公演 舞台『青空メロディーズ～We are baseball girls!!～』- メイン・風見ななせ 役
- 04月10 - 14日 劇団シアターザロケッツプロデュース公演vol.9「星降る学校」（ザ・ポケット）- メイン・遠藤先生 役
- 05月26日、7月7日、9月20日 サムライ・ロック・オーケストラ『アリス in Muscleランド』福岡、横浜、前橋公演（福岡県立ももち文化センター、神奈川県立青少年センター 紅葉坂ホール、昌賢学園まえばしホール 大ホール） - メイン・アリス 役（福岡、横浜公演）、特別出演・リリィ 役（前橋公演）

### 映画
- クリエイティブユニット【ソフトボイルド】Theater-4 映画×舞台『カルテットルーム』[34]

### WEBラジオ・音声配信
- クラシカロイド 「ムジークちゃんねる 特別編　歌手座談会 」(2017年1月28日)[58]
- 『ソフトボイルド×W(ウィード)』第二弾対戦企画!! (2022年3月12日、YouTube)[59]

#### 「ななせ from  AIKATSU☆STARS!」名義
- AIKATSU☆STARS！のラジカツ！（2015年9月7日 - 2016年3月28日、Lantisネットラジオ）[60][61]
- ラジカツスターズ！（2016年4月11日 - 2018年3月26日、Lantisネットラジオ）[62]
- 『アイカツ！ミュージックフェスタ2017 LIVE Blu-ray アイカツスターズ！盤』オーディオコメンタリー（2017年11月29日、あにてれ）[63][64]
- 『アイカツ！ミュージックフェスタ2017 LIVE Blu-ray アイカツ！盤』オーディオコメンタリー（2017年12月2日、あにてれ）[65][64]
- Lantisネットラジオ『ラジカツスターズ！』公開録音in富士急ハイランド（2018年3月10日、Lantisネットラジオ）[66]
- 『アイカツ！ミュージックフェスタ inアイカツ武道館＜DAY2＞』スペシャルコメンタリー（2019年3月31日、あにてれ）[67]
- 「Resound Stars! -Aikatsu Stars！Acoustic collection-」発売記念 限定公開動画 - 『アイカツ☆ステップ！ 』をさらに楽しく弾き語りするには（ギター編）[68]

## ディスコグラフィ

### 未音源化楽曲
| 発表日        | タイトル  | 備考                                      |
| ------------- | --------- | ----------------------------------------- |
| 2019年9月28日 | Clearness | 「Clearness ライブ」において発表された。  |
| 2020年8月29日 | 泡沫      | 「松岡ななせ ライブ」において発表された。 |

### 歌手参加楽曲
| 発売日   | 商品名                                                                      | 歌                                | 楽曲                             | 備考                                                       |
| 2016年   | 2016年                                                                      | 2016年                            | 2016年                           | 2016年                                                     |
| -------- | --------------------------------------------------------------------------- | --------------------------------- | -------------------------------- | ---------------------------------------------------------- |
| 12月21日 | クラシカロイド MUSIK Collection Vol.1                                       | 松岡ななせ                        | 「炎のレクイエム」               | テレビアニメ『クラシカロイド』挿入歌                       |
| 2019年   |                                                                             |                                   |                                  |                                                            |
| 6月14日  | キズナ Sparkling World [モンソニ!]                                          | Angely Diva                       | 「キズナ Sparkling World 」      | Webアニメ『モンソニ! ダルタニャンのアイドル宣言』劇中歌    |
| 7月6日   | Try Again [モンソニ!]                                                       | Angely Diva                       | 「Try Again」                    | Webアニメ『モンソニ! ダルタニャンのアイドル宣言』関連曲    |
| 2021年   |                                                                             |                                   |                                  |                                                            |
| 2月27日  | AIカードダス／アニメ『ゼノンザード＜ZENONZARD＞』ベストアルバム「ELEMENTS」 | 松岡ななせ × 霧雨アンダーテイカー | 「Da La Doubt」                  | Webアニメ『ゼノンザード』オープニングテーマ                |
| 2月27日  | AIカードダス／アニメ『ゼノンザード＜ZENONZARD＞』ベストアルバム「ELEMENTS」 | 松岡ななせ × 霧雨アンダーテイカー | 「MaGiC x NuMBER」               | Webアニメ『ゼノンザード』エンディングテーマ                |
| 2月27日  | AIカードダス／アニメ『ゼノンザード＜ZENONZARD＞』ベストアルバム「ELEMENTS」 | 松岡ななせ                        | 「WakeUp」 「It's so beautiful」 | Webアニメ『ゼノンザード』挿入歌                            |
| 2023年   |                                                                             |                                   |                                  | Webアニメ『ゼノンザード』挿入歌                            |
| 7月9日   | Ups & Downs [モンソニ!]                                                     | Angely Diva                       | 「Ups & Downs」                  | Webアニメ『モンソニ! ダルタニャンのアイドル宣言』関連曲    |
| 2024年   |                                                                             |                                   |                                  |                                                            |
| 1月31日  |                                                                             | 松岡ななせ                        | 「青空メッセージ」               | 舞台『青空メロディーズ ～We are baseball girls!!～』関連曲 |

## イベント・ライブ
2017年
- 03月21日 DEARSTAGE WEEK supported by japanぐる～ヴ(BS朝日)（品川プリンスホテル クラブeX）
- 05月20日 - 21日 夢見る☆ディアステージ inサンリオピューロランド（サンリオピューロランド）
- 08月13日 艶めく☆ディアステージ（新橋演舞場 地下特設会場「東(あずま)」）
- 12月16日　聖なる☆ディアステージ（舞浜アンフィシアター）

2018年
- 03月26日 DEARSTAGE WEEK supported by japanぐる～ヴ(BS朝日)（品川プリンスホテル クラブeX）
- 05月14日 松岡ななせ 1st LIVE「unknown」（高円寺HIGH）
- 06月10日 松岡ななせ 2nd LIVE「 退屈なんてさせないよっ」（高円寺HIGH）
- 08月19日 ささかまリス子爆誕フェス『AKIHABARA BON VOYAGE!』（TwinBox秋葉原）
- 09月15日 リスフェス 〜NAGOYA Bon Voyage!〜 FUSHIMI Lion Theater（伏見LION THEATER）
- 10月12日 松岡ななせ・藤城リエ ライブ「遅れてきた生誕祭!?」（TSUTAYA O-EAST）

2019年
- 02月23日　クラシカロイド音楽祭 ～ムジークLIVE ＆ ピアノコンサート～（中野サンプラザホール）
- 03月18日 綾瀬志希バースデーライブ『綾瀬式』- ゲスト出演（高円寺HIGH）
- 03月22日　クラシカロイド音楽祭♯ ～ムジークLIVE ＆ ピアノコンサート～（中野サンプラザホール）
- 05月25日　星咲花那バースデーライブ＆1stシングルリリース記念〜あの日みた夢のはじまり〜 - ゲスト出演（科学技術館サイエンスホール）
- 09月28日 CLEARNESS ライブ（渋谷WWW）
- 11月23日 「ZENONZARD THE 5WALLS powered by RAGE」（オンライン配信）

2020年
- 08月29日 松岡ななせライブ「 What's Up!」「 毎日誰かの誕生日♡」（表参道GROUND）
- 12月26日 松岡ななせライブ「 NO!音楽!NO!人生! 」（渋谷WWW）

2021年
- 05月15日 「2021 水月桃子生誕ライブ -立派な大人になります！-」- ゲスト出演（shibuya eggman）
- 08月22日『ささかまリス子presents わくわくディアガTV10時間スペシャル！』- ゲスト出演（秋葉原ディアステージ）
- 09月04日 「ソフボ祭Vol.3」ゴールデン街編 - ゲスト出演（ライブハウス SHIBUYA TAKE OFF 7）
- 10月24日 【ソフトボイルド後夜祭】『カルテットルーム』（スペースマーケット会議室 渋谷宮益坂店 3A）
- 11月04日「日芸アイドルフェスティバル」（日本大学芸術学部江古田校舎中庭ステージ）
- 12月4日 霧雨アンダーテイカー初主催ライブ「霧雨フェス危機一髪　～消えたハリソンと100万リスヴァレッタポンドの謎を追え～」 - ゲスト出演

2022年
- 04月29日 松岡ななせライブ「re:flection」「Dazzling」（新宿DREAM STORE）
- 06月26日 松岡ななせファンミ～大阪の陣～（LOVECarat）
- 07月30日 松岡ななせファンミ～東京の陣～（Rabbit Castle）
- 09月11日 松岡ななせ生誕祭「何度目の誕生日？」（大塚Hearts+）

2023年
- 03月31日 デリッシャス+ ささかまリス子 祝フリー！初企画ライブ リインカネーションスペシャル（恵比寿CreAto）
- 04月29日 松岡ななせライブ「Canvas」（大塚Hearts）
- 07月29日 松岡ななせライブ「Oh! さぁ! Come on!」（心斎橋Raise the Rooftop）
- 09月18日 松岡ななせライブ「 Still 」「生誕祭～新曲の事も深掘りしちゃうよ、トークとライブとあれやこれ!～」（恵比寿CreAto）
- 10月28日 二瓶有加　生誕LIVE2023 ～28歳でもアイドルしちゃいますSP ～ - 第2部ゲスト出演
- 12月10日 胡桃沢まひる生誕祭2023（秋葉原ディアステージ） - ゲスト出演
- 12月10日 「ななせと二瓶のクリスマス会2023〜今年もお世話になりました〜」（原宿ストロボカフェ）
- 12月29日 デリッシャス+ 〜マシマシ〜（溝ノ口劇場）

2024年
- 01月07日 吉河まつり2024（秋葉原ディアステージ）
- 02月24日 『跳びたこ』一日店長（跳びたこ二俣川店）
- 02月24日 松岡ななせライブ「Trip」（大塚Hearts）
- 04月29日「4月29日だよ！みんな集合！」（原宿ストロボカフェ）
- 05月04日 IDOL LIVE JAPAN×明治学院大学ハロプロ研究会「メガハロフェスタ2024 ~ 今年も勝手に推しちゃいました！~」（新宿アルタKeyStudio）
- 05月19日 水月桃子生誕ライブ~確変~（SHIBUYA CHIC HALL） - ゲスト出演
- 09月18日 松岡ななせライブ「 いつか夢見た全国制覇！in宮城編 」（仙台enn 3rd）
- 09月22日 秋の交通安全運動出発式（飯能市民会館 大ホール）

### 『ななせ from  AIKATSU☆STARS!』名義
2019年以降みられる『ななせ』名義での出演を含む。
2015年
- 04月29日、5月2日 『アイカツ！』3rdシーズン新OP/EDシングル発売記念イベント「STAR LIGHT PARTY!!」（東京ドームシティ ラクーアガーデンステージ、科学技術館サイエンスホール、あべのキューズモール）
- 05月31日 アイカツ！スペシャルミニライブ 「Premium Pretty Party」（ダイバーシティ東京）
- 05月31日 @JAM 2015（Zepp DiverCity）
- 06月20日 東京おもちゃショー2015（東京ビッグサイト）
- 06月28日 STAR☆ANIS アイカツ！スペシャルLIVE TOUR 2015 SHINING STAR* （NHKホール）
- 07月11日 MBS　たいバーン！！LIVE～アニソン編～（梅田クラブクアトロ）
- 07月26日 Wonderful Summer Party（横浜クイーンズスクエア）
- 08月15日 ちゃおサマーフェスティバル2015（パシフィコ横浜）
- 08月21日 アイカツ！ミュージックアワード　ミニライブ付前夜祭上映会（新宿バルト9）
- 08月22日 アイカツ！ミュージックアワード　公開記念オールナイト上映会（新宿バルト9）
- 11月05日 DEARSTAGE SHOWCASE 2015（赤坂BLITZ）
- 11月21日 AIKATSU☆STARS！アイカツ！スペシャルLIVE 2015 Lovely Party!!（中野サンプラザ）

2016年
- 01月30日 「Wonderful Tour」発売記念イベント　『Happiness Tour 』《TOKYO☆STAGE》（東京ドームシティ ラクーアガーデンステージ）
- 03月19日 - 21日 アイカツ！ミュージック フェスタ2016（TOKYO DOME CITY HALL）
- 04月30日 MONACAフェス2016（大宮ソニックシティ）
- 05月04、7 - 8日 組生スカウトキャラバン（イオンモールりんくう泉南、イオンレイクタウンkaze）
- 05月14日 「劇場版アイカツスターズ！」前売り券＆劇場版ポスターお渡し会（ヨドバシAkiba）
- 06月11日 東京おもちゃショー2016 ｢祝☆四ツ星学園入学20万人♪AIKATSU☆STARS！スペシャルライブ｣（東京ビッグサイト）
- 06月24日 DEARSTAGE SHOWCASE 2016（品川ステラボール）
- 07月23日 AIKATSU☆STARS！ハルナツ感謝祭（科学技術館サイエンスホール）
- 08月14日 『劇場版アイカツスターズ！』公開二日目舞台あいさつ（T・ジョイSEIBU大泉、シネマサンシャイン池袋）
- 08月14日 『劇場版アイカツスターズ！』「サイン入りポストカード」お渡し会（新宿マルイアネックス）
- 08月15、21日 劇場版アイカツスターズ！公開記念イベント「夏だっ！ ライブだっ！アイカツ！だっっ！！！」（ラゾーナ川崎、エアポートウォーク名古屋）
- 08月20日 ちゃおサマーフェスティバル2016（パシフィコ横浜）
- 08月27日 『劇場版アイカツスターズ！』AIKATSU☆STARS！ミニライブ付き上映会（丸の内TOEI）
- 10月01日 四ツ星学園音楽祭（池袋サンシャインシティ噴水広場）
- 10月15日 No Maps presents 『 SAPPORO ANI-HIGH!! 』（Zepp Sapporo）

2017年
- 02月26日 かなざわアニメソングフェス2017（本多の森ホール）
- 03月25日 - 26日　アイカツ!ミュージックフェスタ2017（パシフィコ横浜）
- 04月16、23日 ヴィーナスアーク来航記念！デビューイベント（ラゾーナ川崎、エアポートウォーク名古屋）
- 05月28日 @JAM2017（Zepp DiverCity）
- 07月08日 Fantastic Summer Festival （東京ドームシティ ラクーアガーデンステージ）
- 08月15日、9月10日 アイカツ！フェス☆（エアポートウォーク名古屋、ラゾーナ川崎）
- 10月29日 大都会岡山アニソンLIVE（岡山コンベンションセンター）
- 11月25日 かけがわポップカルチャーサミット（掛川城公園 三の丸広場）
- 12月17日 AIKATSU☆STARS! FUJIYAMA LIVE!（富士急ハイランド マッドマウス前特設ステージ）

2018年
- 01月6、8、14、27日 AIKATSU☆STARS！ スペシャルLIVE TOUR "MUSIC of DREAM!!!"（仙台銀行ホール イズミティ21、TOKYO DOME CITY HALL、オリックス劇場、瀬戸市文化センター、福岡国際会議場）
- 02月14日 「アイカツ！ミュージックフェスタ in アイカツ武道館」直前緊急企画特別番組（あにてれ）
- 02月27日 - 28日 アイカツ！ミュージックフェスタ in アイカツ武道館！（日本武道館）
- 09月08日 - 09月09日 アイカツ！シリーズ5thフェスティバル！！（幕張メッセ）

2019年
- 06月21日 20th Anniversary Live ランティス祭り2019 A・R・I・G・A・T・O ANISONG（幕張メッセ）
- 09月29日　アイカツスターズ！感謝祭　「We are STARS」（日本青年館ホール）
- 10月22日 アイカツ！スタイル&AIKATSU!Style for LADY Limited Shop 爽秋2019 京都マルイ お渡し会（京都マルイ）

2020年
- 01月11日 アイカツオンパレード！ユニットライブツアー　ユニパレ！（BOTTOM LINES）

2022年
- 02月19日 アイカツスターズ！5周年特別番組「Resound Stars!」（オンライン配信）
- 09月17日 ＣＤＴＶライブ！ライブ！フェスティバル！２０２２（東京ガーデンシアター）
- 12月26日 アイカツ！シリーズ 10th Thanks Party ＜3rd month＞（中野サンプラザ）

2023年
- 01月22日 アイカツ！シリーズ 10th Thanks Party ＜4th month＞（中野サンプラザ）
- 02月18 - 19日 「アイカツ！シリーズ 10th ANNIVERSARY アイカツ！ミュージックフェスタ FINAL」（東京ガーデンシアター）
- 12月25日 アイカツスターズ！アコースティックライブ『Resound Stars！―星々のクリスマス― 』（日本橋三井ホール）

## その他コンテンツ
- Yuki Kamiya 個展「 みえる ミエル 見える展」（表参道ROCKETS）- 衣装撮影[198]

### ユニットメンバー
1. 1 2  ウリエル（藤城リエ）、ラファエル（星咲花那）、ミカエル（未来みき）、ガブリエル（松岡ななせ）